# Petrășeni, Putila
Petrășeni, întâlnit și sub forma Petroșeni (în ucraineană Петраші, transliterat Petrași și în germană Petrasze sau Petrischeni) este un sat în raionul Putila din regiunea Cernăuți (Ucraina), depinzând administrativ de comuna Mariniceni. Are 464 locuitori, preponderent ucraineni (huțuli).
Satul este situat la o altitudine de 650 metri, pe malul râului Ceremuș,  în partea de nord a raionului Putila.

## Istorie
Localitatea Petrășeni a făcut parte încă de la înființare din regiunea istorică Bucovina a Principatului Moldovei. După anexarea Bucovinei de către Imperiul Habsburgic în anul 1775, localitatea Petrășeni a făcut parte din Ducatul Bucovinei, guvernat de către austrieci, făcând parte din districtul Vijnița (în germană Wiznitz). 
După Unirea Bucovinei cu România la 28 noiembrie 1918, satul Petrășeni a făcut parte din componența României, în Plasa Răstoacelor a județului Storojineț. Pe atunci, majoritatea populației era formată din ucraineni. 
Ca urmare a Pactului Ribbentrop-Molotov (1939), Bucovina de Nord a fost anexată de către URSS la 28 iunie 1940, reintrând în componența României în perioada 1941-1944. Apoi, Bucovina de Nord a fost reocupată de către URSS în anul 1944 și integrată în componența RSS Ucrainene. 
Începând din anul 1991, satul Petrășeni face parte din raionul Putila al regiunii Cernăuți din cadrul Ucrainei independente. Conform recensământului din 1989, din 492 locuitori, 491 s-au declarat ucraineni și unul singur rus . În prezent, satul are 464 locuitori, preponderent ucraineni.

## Demografie
Componența lingvistică a localității Petrășeni
     Ucraineană (99,57%)
     Alte limbi (0,43%)
Conform recensământului din 2001, majoritatea populației localității Petrășeni era vorbitoare de ucraineană (99,57%), existând în minoritate și vorbitori de alte limbi.
1989: 492 (recensământ) 
2007: 464 (estimare)

### Recensământul din 1930
Componența etnică a comunei Petrășeni (județul Storojineț)
     Români (2,57%)
     Ruteni (96,73%)
     Evrei (0,7%)
Componența confesională a comunei Petrășeni
     Ortodocși (99,14%)
     Altă religie (0,86%)
Conform recensământului efectuat în 1930, populația comunei Petrășeni se ridica la 582 locuitori. Majoritatea locuitorilor erau ruteni (96,73%), cu o minoritate de români (2,57%) și una de evrei (0,70%). Din punct de vedere confesional, majoritatea locuitorilor erau ortodocși (99,14%). Alte persoane au declarat: greco-catolici (1 persoană) și mozaici (4 persoane).